# ケニー大倉
ケニー大倉（ケニーおおくら、1972年10月23日 - ）は、神奈川県出身の俳優、音楽家。血液型はO型。
旧芸名は毛利 賢一、毛利ケンイチを経て、2014年3月9日以降ケンイチ大倉を名乗っていた。2021年2月5日以降現芸名を使用している。
芸名を変更する以前より、ファンからは「ケニー」の愛称で呼ばれていた。
父はジョニー大倉、弟は俳優の大倉弘也。

## 来歴
ジョニー大倉の長男として誕生。1989年の映画『嵐の中のイチゴたち』でデビュー。この時ジョニーも教師役で出演、親子共演となった。
その後、山田太一が脚本を担当したNHK名古屋放送局制作の土曜ドラマ『なんだか人が恋しくて』で300人のオーディションから準主役に抜擢され、その後複数のNHK名古屋制作のドラマでレギュラーを務める。また『中学生日記』にもゲスト出演し、以降民放ドラマ、映画、TV、ラジオ、CMナレーション等に出演した。
2014年3月に「父ジョニーの大倉を継ぐ決意をいたしました」として「ケンイチ大倉」に芸名を変更。音楽家として2018年4月13日に初のソロシングル「泣かないでベイビー」を発売し、本格的ソロ活動を開始する。
2021年2月に、 ｢ケニー大倉｣に芸名を再度変更した。
2025年5月に、調布FMのラジオパーソナリティとして、放送10周年を迎えた。

## ソロ音楽活動
- 2018年4月13日：初ソロシングル「泣かないでベイビー」発売（ラーズフル ミュージック）
  - スペシャル・ボーナス・トラックには父・ジョニー大倉の遺作「せめて今夜は」を収録。初の親子共同制作となる

- 2020年9月26日：自身初の作詞作曲作品「Tenderly～明日の君へ～[6]」配信開始[7]
- 2021年2月22日：「Tenderly～明日の君へ～」c/w「不滅のロックスター」作詞作曲：ケニー大倉（ラーズフルミュージック）発売開始

## デジタル配信シングル
- 2023年
  - 2月　「君は僕のヒーローだから」
    - 作詞：ケニー大倉　作曲・編曲：大久保輝幸

  - 3月　「君と僕の手の中に」
    - 作詞：ケニー大倉　作曲：難波益美　編曲：難波益美・大久保輝幸

  - 4月　「JとYのI love you」
    - 作詞：ケニー大倉　作曲：SHINZIRO　編曲：大久保輝幸

  - 5月　「Moonlight Lady」
    - 作詞：ケニー大倉　作曲：テミヤン　編曲：大久保輝幸・難波益美

  - 6月　「Rock’n' Roll Magic」
    - 作詞・作曲：ケニー大倉　編曲：大久保輝幸・難波益美

## ディナーショー
- 芸能生活35周年記念ディナーショー　ANAクラウンプラザホテルグランコート名古屋[8]（2024年7月）
- 芸能生活35周年記念ディナーショー　ラドンナ原宿（2024年10月）

## ユニット
- 2018年 - 兄弟ユニット「J-Blood」（ケニー大倉・大倉弘也）

## 出演

### テレビドラマ
- 噺家カミサン繁盛記（1991年） - かえる家小雄太 役
- なんだか人が恋しくて（1994年）
- ドラマ新銀河（NHK）
  - 湯の町行進曲（1994年）- 宮田俊介 役
  - たにんどんぶり（1996年） - 中川竜二 役
- STATION（1995年）
- わが町5（1995年） - 田口 役
- せつない探偵 柚木草平の殺人レポート（1996年）
- 恋、した。 第6話「こぼれたトライアングルドライ」（1997年）
- D×D 第5話「小さな依頼人が天使に死を運ぶ」・第6話「悪霊は姿を変えて天使を襲う」（1997年）
- 君といた未来のために 〜I'll be back〜 第3・6 - 8話（1999年）
- 警視庁捜査一課9係 season7 第3話「シェフ殺人事件」（2012年） - 大野健一 役
- 再会（2012年）

### 映画
- 風が通り抜ける道（2024年1月）- 佐伯マネージャー役
- TSUSHIMA （2023年）公開2025年予定　-　小林修二 役
- ショートムービー　フレームを外れたところ。（2024年公開予定）
- 西成ゴローの四億円Ⅳ（2024年）公開2025年予定 - 庸威血君 役
- 宮古島物語　ふたたヴィラ　かんかかかりゃの願い（2024年）2025年公開予定　- 照屋　彰 役

- 嵐の中のイチゴたち（1989年） - 源誠 役
- パンツの穴 キラキラ星みつけた!（1990年） - 久保田順平 役
- オールナイトロング（1992年） - 不良グループのリーダー 役
- 横浜ばっくれ隊 純情ゴロマキ死闘篇（1995年） - 黒崎 役
- 麗霆゛子 レディース!! MAX（1996年） - 大沢拓也 役
- 日本極道史 野望の軍団（1999年） - 秋月亘 役

### 劇場アニメ
- 名探偵コナン 絶海の探偵（2013年、我孫子勇治）

### バラエティ
- ものまね王座決定戦　下剋上スペシャル（2012年）
- BS朝日「人生、歌がある」（2025年3月22日）

### オリジナルビデオ
- 歌麿おんな秘図（1995年）※主演
- ゆりかちゃん（1997年）
- 雀魔アカギ（1997年）

### 舞台
- 「探偵ハ物語」監督：上西雄大　（2024年9月～）下北沢小劇場

- 「短き不在」　出演：水野哲・水沢有美（2014年）

### CMナレーション
- 肌ラボ
- JT
- 資生堂

### ライブ
- ジョニー大倉 復活応援ライブ（2013年5月 - 2014年11月）
- ジョニー大倉 公式追悼ライブ（2014年12月 -　2015年 ）

### ラジオパーソナリティ
- 「つと☆ケンのPop’n Roll Pops」※初回は、調布FMとFMゆーとぴあの2局ネット
- 「J-Bloodのポップンロールコレクション」（CRT栃木放送・調布FM共同制作）（2018年5月 - 2024年9月）
- 「ケニー大倉のポップンロールコレクション」（調布FM制作）（2024年10月-）
- 「Kennyのせめて今夜は」（名古屋・MID-FM ）（2019年5月終了）

### テレビ出演
- 「人生、歌がある」（BS朝日）2025年3月22日　出演